# Pape Habib Guèye
Pape Habib Guèye (20 settembre 1999) è un calciatore senegalese, attaccante dell'Aberdeen.

## Carriera

### Club
Il 2 marzo 2018, i norvegesi dell'Aalesund hanno reso noto che Guèye si sarebbe allenato col resto della squadra, nell'ottica di valutarne l'ingaggio. Il 1º aprile, il club ha ufficializzato il tesseramento del calciatore, che ha firmato un contratto valido fino al 31 dicembre 2021. Il 3 maggio sono state completate le ultime formalità burocratiche ed il calciatore ha potuto essere impiegato in partite ufficiali: ha scelto di vestire la maglia numero 14. Ha esordito in 1. divisjon il 6 maggio, subentrando ad Hólmbert Aron Friðjónsson nella vittoria per 2-1 sul Mjøndalen.
A gennaio 2020 è passato ai belgi del Kortrijk.
Il 29 agosto 2023 viene acquistato dell'Aberdeen.
Il 19 febbraio 2024, dopo avere trovato poco spazio con gli scozzesi, viene ceduto in prestito al Kristiansund BK, facendo così ritorno in Norvegia.

### Nazionale
Guèye ha rappresentato il Senegal under 20. È stato convocato per la Coppa delle Nazioni Africane Under-20 2017, che il Senegal ha chiuso al secondo posto, perdendo la finale contro lo Zambia. È stato incluso anche nella lista dei convocati per il campionato mondiale di categoria 2017, in cui il Senegal è stato eliminato agli ottavi di finale dal Messico.

## Statistiche

### Presenze e reti nei club
Statistiche aggiornate al 17 maggio 2025.
| Stagione        | Club            | Campionato      | Campionato | Campionato | Coppe nazionali | Coppe nazionali | Coppe nazionali | Coppe continentali | Coppe continentali | Coppe continentali | Supercoppe | Supercoppe | Supercoppe | Totale | Totale |
| Stagione        | Club            | Comp            | Pres       | Reti       | Comp            | Pres            | Reti            | Comp               | Pres               | Reti               | Comp       | Pres       | Reti       | Pres   | Reti   |
| --------------- | --------------- | --------------- | ---------- | ---------- | --------------- | --------------- | --------------- | ------------------ | ------------------ | ------------------ | ---------- | ---------- | ---------- | ------ | ------ |
| 2018            | Aalesund        | 1D              | 24+4       | 9+3        | CN              | 0               | 0               | -                  | -                  | -                  | -          | -          | -          | 28     | 12     |
| 2019            | Aalesund        | 1D              | 29         | 13         | CN              | 4               | 0               | -                  | -                  | -                  | -          | -          | -          | 33     | 13     |
| Totale Aalesund | Totale Aalesund | Totale Aalesund | 53+4       | 22+3       |                 | 4               | 0               |                    | -                  | -                  |            | -          | -          | 61     | 25     |
| gen.-giu. 2020  | Kortrijk        | D1              | 4          | 1          | CB              | -               | -               | -                  | -                  | -                  | -          | -          | -          | 4      | 1      |
| 2020-2021       | Kortrijk        | D1              | 31         | 5          | CB              | 2               | 1               | -                  | -                  | -                  | -          | -          | -          | 33     | 6      |
| 2021-2022       | Kortrijk        | D1              | 16         | 5          | CB              | 2               | 1               | -                  | -                  | -                  | -          | -          | -          | 18     | 6      |
| 2022-2023       | Kortrijk        | D1              | 26         | 3          | CB              | 2               | 0               | -                  | -                  | -                  | -          | -          | -          | 28     | 3      |
| ago. 2023       | Kortrijk        | D1              | 1          | 0          | CB              | 2               | 0               | -                  | -                  | -                  | -          | -          | -          | 1      | 0      |
| Totale Kortrijk | Totale Kortrijk | Totale Kortrijk | 78         | 14         |                 | 6               | 2               |                    | -                  | -                  |            | -          | -          | 84     | 16     |
| 2023-gen. 2024  | Aberdeen        | SP              | 4          | 0          | CS+CdL          | 1+1             | 0               | UEL+UECL           | 0+1                | 0                  | -          | -          | -          | 7      | 0      |
| gen.-lug. 2024  | Kristiansund BK | E               | 15         | 4          | CN              | 3               | 2               | -                  | -                  | -                  | -          | -          | -          | 18     | 6      |
| 2024-2025       | Aberdeen        | SP              | 20         | 6          | CS+CdL          | 5+3             | 1+1             | -                  | -                  | -                  | -          | -          | -          | 28     | 8      |
| Totale Aberdeen | Totale Aberdeen | Totale Aberdeen | 24         | 6          |                 | 10              | 2               |                    | 1                  | 0                  |            | -          | -          | 35     | 8      |
| Totale          | Totale          | Totale          | 174        | 49         |                 | 23              | 6               |                    | 1                  | 0                  |            | -          | -          | 198    | 55     |

## Palmarès

### Club

#### Competizioni nazionali
- 1. divisjon: 1

Aalesund: 2019
- Coppa di Scozia: 1

Aberdeen: 2024-2025

### Nazionale
- Torneo dell'UEMOA: 1

Togo 2016